# Rodelas
Rodelas es un municipio en el Estado de Bahía en la Región Nordeste de Brasil.
El municipio contiene parte de la 104 842 hectáreas (259 070 acre) de la Reserva ecológica Raso da Catarina, creada en el 2001. El municipio fue designado como un área prioritaria para la conservación y el uso sostenible cuando el Corredor ecológico de Caatinga fue creado en 2006.